# Assin Fosu
Assin Fosu es una ciudad de la región Central de Ghana. En marzo de 2000 tenía una población censada de 22 837 habitantes.
Se encuentra ubicada al sur del país, cerca de la costa del golfo de Guinea, al sur de la meseta de Kwahu, al suroeste del lago Volta y al oeste de Acra, la capital de Ghana. 